# Mitchell River (Victoria)
Pour les articles homonymes, voir Mitchell River.
La Mitchell River est le plus grand cours d'eau non aménagé du Victoria, en Australie, fournissant un exemple unique de zone riparienne protégée. Elle est nommée d'après l'explorateur Sir Thomas Mitchell, tout comme la Mitchell River au Queensland.
Ses affluents comprennent les rivières Crooked, Dargo, Wentworth, Wonnangatta et Wongungarra, coulant au milieu de la forêt indigène dense dans les montagnes escarpées des Alpes victoriennes. La rivière Mitchell coule vers le sud et se jette dans le lac King, l'un des lacs du Gippsland.

## Géographie
Selon une enquête de 1990 sur les cours d'eau du Conseil pour la protection de la terre : « C'est un exemple important à grande échelle des milieux biologiques qui étaient autrefois très répandus dans le sud-est de l'Australie. » La rivière Mitchell est inscrite au patrimoine en 1992. 
Le parc national de la rivière Mitchell occupe la région où la rivière a son cours le plus spectaculaire en passant dans des gorges. La tanière du Nargun mentionnée dans les légendes autochtones se trouve à environ un kilomètre de la Mitchell sur un petit affluent appelé Woolshed Creek. La rivière Mitchell est un lieu important pour la nation Gunaï en particulier les peuples Brayakuloong et Brabuwooloong du centre du Gippsland. 

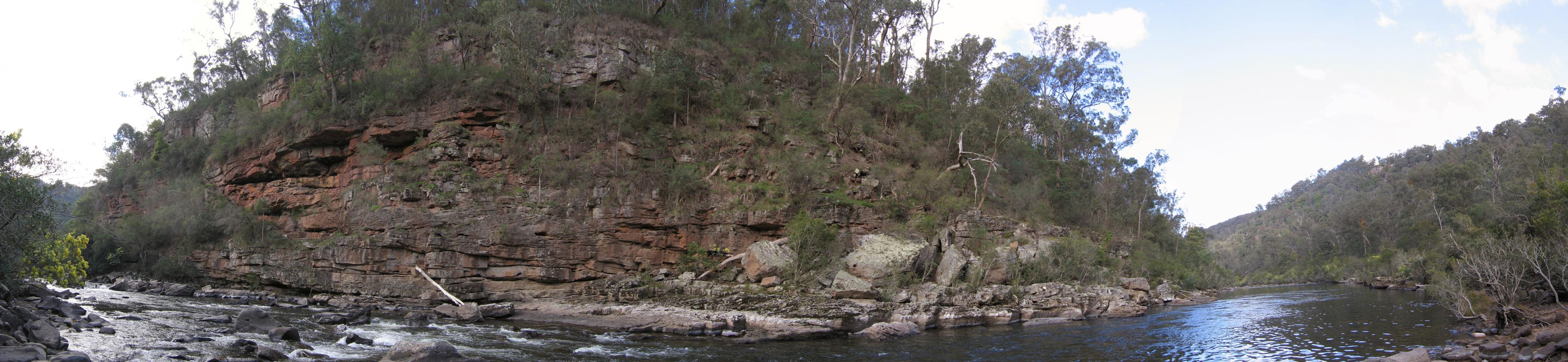
La rivière dans le parc national de la rivière Mitchell.

Les cours supérieurs de la Wonnangatta et de la Dargo sont cartographiés en 1850. À partir des années 1860, Bairnsdale développe un port en utilisant sur plusieurs kilomètres en amont de la ville la Mitchell comme voie d'eau navigable. Les bateaux à vapeur pouvaient pénétrer dans les Lacs du Gippsland à Lakes Entrance et transporter bétail, bois, laine, peaux et cuirs jusqu'au marché de Melbourne. 
La rivière Mitchell est sujette à des crues, coupant parfois des quartiers de Bairnsdale du reste du monde et causant des dommages importants aux biens, terres agricoles et infrastructures. Les plus importantes des récentes crues ont été celles d'avril 1990 et de juin 2007. Ces inondations sont habituellement causées par de violents orages sur la région du Gippsland qui provoquent aussi des crues de cours d'eau voisins tels que les rivières Thomson et Avon. 
Les cours d'eau abritent une très grande population d'ombres australiens, qui sont classés comme espèce vulnérable par le ministère du Développement durable et de l'Environnement de l'État.